# Cold Cave
Cold Cave is een Amerikaanse band en de bijnaam voor de muziek van Wesley Eisold, gevestigd in Los Angeles en New York, wiens muziek wordt beschreven als een collage van darkwave, noisepop en synthpop. Een aantal recensenten wijst op de affiniteit met postpunk en vroege synthpop uit de vroege jaren 1980, met name Joy Division.

## Bezetting
Huidige bezetting
- Wesley Eisold
- Amy Lee
- Max G. Morton
- Nils Bue
- Ryan McMahon

Voormalige leden
- Charlotte Winterton

## Geschiedenis
Cold Cave is in 2007 opgericht door Wesley Eisold, voormalig zanger van de hardcorebands Give Up the Ghost (voorheen bekend als American Nightmare), Some Girls en oprichter van Heartworm Press. Cold Cave vertegenwoordigt Eisolds eerste onderneming in instrumentatie. Eisold werd geboren met één hand die hem naar elektronische muziek leidde.

### Love Comes Close(2007-2010)
Na de eerste publicatie bij Dais Records, Hospital Productions, What's Your Rupture? en Eisold's eigen Heartworm Press, tekende hij bij Matador Records, die zijn in eigen beheer uitgebrachte debuutalbum Love Comes Close op 3 november 2009 opnieuw uitbracht.

### Cherish the Light Years(2011-2012)
In april 2011 bracht Matador Records zijn tweede album Cherish the Light Years uit. In juli 2011 remixte Cold Cave I Didn't See It Coming van de band Belle and Sebastian. Het nummer verscheen op hun 12-inch single Come On Sister, uitgebracht door Matador Records en Rough Trade Records. In april 2012 trad Cold Cave op in het Solomon R. Guggenheim Museum tussen John Chamberlain-sculpturen als onderdeel van de Divine Ricochet-serie van het museum. In oktober 2012 trad Cold Cave op in het Getty Center.

### Singles-serie enFull Cold Moon(2012-heden)
In september 2012 kondigde Eisold aan dat Cold Cave later in het jaar door de Verenigde Staten zou toeren, dat hij een nieuw album zou opnemen en dat de nieuwe live-bezetting Hunter Burgan (AFI), London May (Samhain), Jessie Nelson en Cody Votolato (The Blood Brothers) zou omvatten. Deze bezetting was exclusief voor deze tournee van twee en een halve week en Eisold zei dat optreden met een volledige band iets was dat niet tot stand kwam tijdens de Cherish the Light Years-tournee. Terwijl hij bleef werken aan een vervolg op Cherish the Light Years en niet onder contract stond bij een label, begon Eisold zelfstandig een reeks op zichzelf staande singles uit te brengen. Eisold schreef en nam deze nieuwe nummers zelf op, vergelijkbaar met hoe nummers op Cremations en Love Comes Close werden gemaakt.
De eerste single in de serie was A Little Death to Laugh, die in oktober 2012 werd uitgebracht via Heartworm en in maart 2013 werd een videoclip voor het nummer uitgebracht. In 2013 bracht Eisold Oceans with No End (via het label Deathwish Inc. van Jacob Bannon), God Made the World en Black Boots uit, waarvoor Slava Tsukerman, bekend van zijn film Liquid Sky (1982), een videoclip regisseerde. In oktober 2013 bracht Cold Cave de vijfde digitale, zelfstandige single Nausea, The Earth and Me uit. Op 21 februari 2013 kondigde Eisold aan dat Justin Benoit, een voormalig medewerker van Cold Cave, was overleden.
Ter ondersteuning van de nieuwe singles van Cold Cave begon deze aan een uitgebreide tournee door Azië en trad op in Japan, Zuid-Korea, China, Thailand, Nepal en Hong Kong in april 2013. Cold Cave trad live op met industriële/noise-pionier Boyd Rice in medio 2013, toerde met synthpopartiest Gary Numan in september 2013 en toerde met frontman Douglas McCarthy van Nitzer Ebb in oktober 2013. In januari 2014 remixte Cold Cave het nummer Running van Nine Inch Nails als onderdeel van de remix ep Seed Eight, die samenviel met de lancering van Beats Music. In mei 2014 opende Cold Cave voor Nine Inch Nails tijdens hun volledige Europese en Britse tournee. Ze werden ook uitgenodigd om te openen voor Nine Inch Nails en Soundgarden tijdens hun Noord-Amerikaanse tournee, nadat Death Grips, de band die oorspronkelijk was gekozen voor de opening, besloot te splitsen.
Cold Cave begon te werken aan zijn derde studioalbum en het vervolg op Cherish the Light Years, voorlopig getiteld Sunflower in 2013, en een publicatiedatum in 2014 werd oorspronkelijk verwacht. Over wat de potentiële sonische richting van het nieuwe album was, zei Eisold dat het een mix zou zijn tussen enkele van de grotere geluiden op Cherish en meer minimale dingen waar ik nu in geïnteresseerd ben, zoals Suicide en 39 Clocks. Maar tournees ter ondersteuning van Full Cold Moon en de singleseries 2012–2013 bleken vruchtbaarder dan verwacht en als gevolg daarvan werd het werk aan Sunflower opgeschort. In juni 2015 trad Cold Cave op tijdens de bruiloft van Tony Hawk en Catherine Goodman in het Adare Manor in Ierland. Medio februari 2016 werd de single Nothing Is True But You uitgebracht. In het voorjaar kwam Max G. Morton, die voor een klein deel van de band keyboards speelde en ook samen met Eisold werkte aan proza en publicatie via de eigen Heartworm Press van de zanger, weer bij de band. Eind augustus 2016 deelde de band nog een single, het bijna kakofonisch nummer The Idea of September. In september begonnen ze aan een binnenlandse minitournee, samen met de duistere elektropopact TR/ST.
Eind september 2017 bracht Cold Cave de single Glory uit, een nummer met herinneringen aan de vroege New Order. De video bij het nummer onthulde een volledige liveband met, naast de altijd aanwezige Eisold en Amy Lee, het vaste tourneelid Max G. Morton, Nils Bue (bas/gitaar) en Ryan McMahon (drums). De band begon een kleine Amerikaanse tournee, voordat ze naar Europa vertrokken om The Jesus and Mary Chain te steunen tot half oktober. Begin april 2018 bracht de band het andere nummer You & Me & Infinity in première en kondigde een 26-daagse North American Spring-tournee aan met Choir Boy en Black Marble. Aan het einde van de maand werd een nieuwe ep met de titel van hun nieuwste single digitaal beschikbaar gesteld. In november van datzelfde jaar vertrok de band naar het buitenland voor een reeks geselecteerde Europese optredens, wederom met steun van Choir Boy.
In 2018 zijn ze te horen op het album Burn Slow van de Duitse technoproducent Chris Liebing op het nummer So Then....

## Bijdragen
Cold Cave is in wezen een solo-project van voormalig Give Up the Ghost en Some Girls-frontman Wesley Eisold. Hoewel er sinds de conceptie andere mensen hebben bijgedragen aan Cold Cave, hetzij op tournee of in de studio, beschouwt Eisold geen van hen als officiële bandleden. Over bandleden zei Eisold in een interview: Ik worstel met het woord 'lid' omdat er geen 'leden' zijn van Cold Cave. Ik ben het gewoon. Ik heb met veel mensen samengewerkt. Sommigen waren zeer de moeite waard en anderen waren buitengewoon waardeloos en ik ben op het punt gekomen dat ik het prettiger vind om dingen alleen te doen.
- 2009-2010: Caralee McElroy (Xiu Xiu)
- 2009: Sean Martin (Hatebreed) - Gitaren en basgitaar uitgevoerd op drie nummers op Love Comes Close
- 2009-2010: (Justin Benoit) - Live toetsenist tijdens ondersteunende tournees voor Love Comes Close en uitgevoerd op de split van Cold Cave met Prurient, Stars Explode. Benoit overleed in februari 2013
- 2009-2011: Dominick Fernow (Prurient) - Live toetsenist 2009–2011
- 2012-heden: (Amy Lee) - Cold Cave live artiest, fotograaf, videograaf en ontwerper

## Discografie

### Singles
- 2008:	The Trees Grew Emotions and Died
- 2009:	Love Comes Close
- 2010:	Life Magazine
- 2011:	The Great Pan is Dead
- 2011:	Villains of the Moon
- 2012:	Confetti/Believe in my Blood
- 2012:	A Little Death to Laugh
- 2013:	Oceans with No End
- 2013:	God Made the World
- 2013:	Black Boots
- 2013:	Nausea, The Earth and Me
- 2015:	Doom, Doom, Doom
- 2016:	Nothing Is True But You
- 2016:	The Idea of Love
- 2017:	Glory
- 2018:	You & Me & Infinity
- 2019:	Promised Land

### Studioalbums
- 2009: Love Comes Close (Heartworm)
- 2011: Cherish the Light Years (Matador Records)

### Compilaties
- 2009: Cremations (Hospital)
- 2014: Full Cold Moon (Heartworm)

### Ep's
- 2008: Coma Potion (Heartworm)
- 2008: Painted Nails (Hospital)
- 2009: Electronic Dreams (Heartworm)
- 2009: Easel and Ruby (What's Your Rupture?)
- 2009: The Laurels (Big Love Records)
- 2009: Death Comes Close (Matador)
- 2010: Stars Explode (split met Prurient) (Hospital)
- 2010: Life Magazine Remixes (Matador)
- 2010: New Morale Leadership (Hospital)
- 2015: Rebellion Is Over (samenwerking met Genesis P-Orridge en Black Rain) (Heartworm Press/Dais Records)
- 2018: You & Me & Infinity (Heartworm Press)

### Muziekvideo's
- 2009: Love Comes Close
- 2010: Life Magazine
- 2011: Villains of the Moon
- 2013: A Little Death to Laugh
- 2013: Black Boots
- 2016: The Idea of Love
- 2017: Glory
- 2018: You & Me & Infinity
- 2019: Promised Land